# Nils Andersson i Öståkra
Nils Andersson (i riksdagen kallad Andersson i Öståkra), född 24 juni 1816 i Ravlunda socken, död där 30 december 1880, var en svensk riksdagsman i bondeståndet.
Andersson företrädde Villands och Albo härader av Kristianstads län vid riksdagen 1847–1848 samt Villands, Albo och Gärds härader vid riksdagarna 1850–1851, 1853–1854 samt riksdagen 1856–1858.
Vid 1847–1848 års riksdag var Andersson suppleant i bankoutskottet och ledamot i bondeståndets enskilda besvärsutskott. Under den följande riksdagen 1850–1851 var han suppleant i bankoutskottet och ledamot i bondeståndets enskilda besvärsutskott, i förstärkta statsutskottet, i förstärkta allmänna besvärs- och ekonomiutskottet samt i förstärkta expeditionsutskottet.
Under riksdagen 1853–1854 var Andersson ledamot i bankoutskottet och i förstärkta konstitutionsutskottet samt suppleant i förstärkta statsutskottet. Vid sin sista riksdag 1856–1858 var han ledamot i bankoutskottet, statsrevisor och ledamot i förstärkta statsutskottet.